# Efferia bexarensis
Efferia bexarensis är en tvåvingeart som först beskrevs av Stanley Willard Bromley 1934.  Efferia bexarensis ingår i släktet Efferia och familjen rovflugor. Inga underarter finns listade i Catalogue of Life.